# Léninskoie (Primórie)
|  | Per a altres significats, vegeu «Léninskoie». |

Léninskoie (en rus: Ленинское) és un poble del krai de Primórie, a l'Extrem Orient de Rússia, que en el cens del 2010 tenia 195 habitants.